# Hübichenstein
Der Hübichenstein bei der Bergstadt Bad Grund im niedersächsischen Landkreis Göttingen ist ein Kalksteinfelsen mit Doppelgipfel im Westteil des Harzes. Seine zwei miteinander verbundenen Felsnadeln sind Reste von Korallenriffen. Von den Nadeln wird jedoch meistens nur die höhere, die knapp 50 m über die Umgebung hinausragt, als Hübichenstein assoziiert. Auf dem Gipfel (448,5 m ü. NHN) befindet sich eine Adlerfigur aus Bronze als Rest eines Denkmals für Kaiser Wilhelm I.

## Geographische Lage
Der Hübichenstein liegt innerhalb des Oberharzes im Westteil des Naturparks Harz. Er befindet sich etwa 1,1 Kilometer (Luftlinie) nördlich des Zentrums von Bad Grund, südwestlich der Harzhochstraße (B 242). In Richtung Osten leitet die Landschaft zum Iberg (562,6 m) und nach Süden zum Königsberg (448,5 m) über. Westlich vom Hübichenstein entspringt der Söse-Zufluss Markau. Etwa 1,3 Kilometer (Luftlinie) ostsüdöstlich befindet sich an der Harzhochstraße der Eingang zur Iberger Tropfsteinhöhle.

## Geologie
Die Felsspitzen des Hübichensteines sind Reste von Korallenriffen. Sie bestehen zum größten Teil aus Riffkarbonatgesteinen des oberen Mitteldevons Givetium.
Der Kalkstein gehört erdgeschichtlich zum Kalkstock des nahen Iberges. Dies wird unter anderem dadurch deutlich, dass hier, wie am Iberg, nestförmige Feldspat- und Limonitvorkommen vorhanden sind. Aus diesem Grund existieren auch unter dem Hübichenstein einige Pingen. Auch kleinere Höhlen sind in seinem Kalkstein zu finden.

## Kaiser-Wilhelm-I.-Denkmal

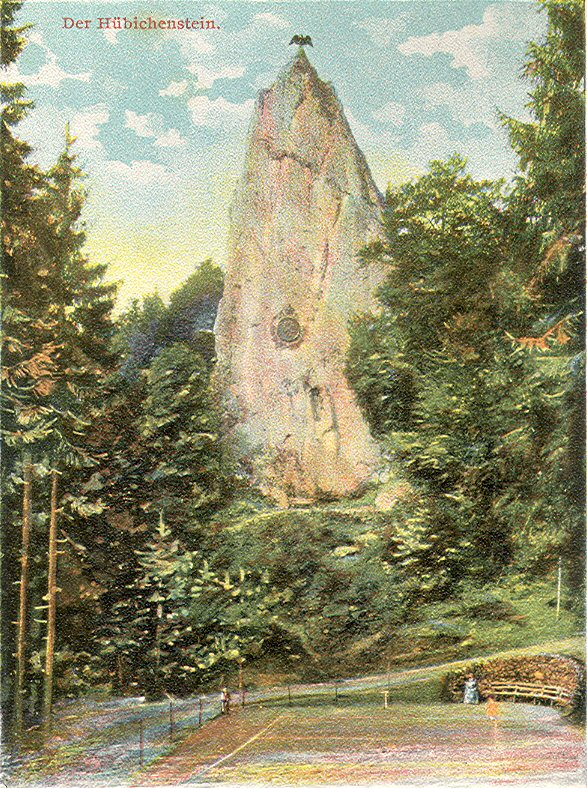
Der Hübichenstein mit Medaillonbild und Adler des Kaiser-Wilhelm-I.-Denkmals

Im Jahre 1895 gründete sich unter dem Vorsitz von Bürgermeister Spatzier in Bad Grund ein Ausschuss, um zur 25-Jahr-Feier des Sedantages am sagenumwobenen Hübichenstein ein Denkmal für Kaiser Wilhelm I. (1797–1888) zu errichten. An dem hochragenden Felsen wurde ein zwei Meter hohes Medaillonbild des Kaisers, geschaffen von dem Bildhauer Georg Wilhelm Bode aus Wilhelmshütte, umrahmt von Lorbeerzweigen und der Kaiserkrone darüber, montiert. 1897 setzte man einen mächtigen Adler mit drei Metern Flügelspannweite auf die Spitze des Felsens. Der Jahrestag der Schlacht bei Gravelotte am 18. August 1897 gilt als der Tag der Vollendung des Denkmals.
Den Guss von Relief und Adler führte die Gießerei Louis Sievert in Bad Grund aus. Die Gesamtkosten beliefen sich auf 1512,64 Mark, die durch freiwillige Spenden der Bürger von Bad Grund aufgebracht wurden.
Das Denkmal hat die Monarchie in Deutschland nicht lange überlebt, es wurde mutwillig zerstört. Allein der Adler ist erhalten.

## Sage

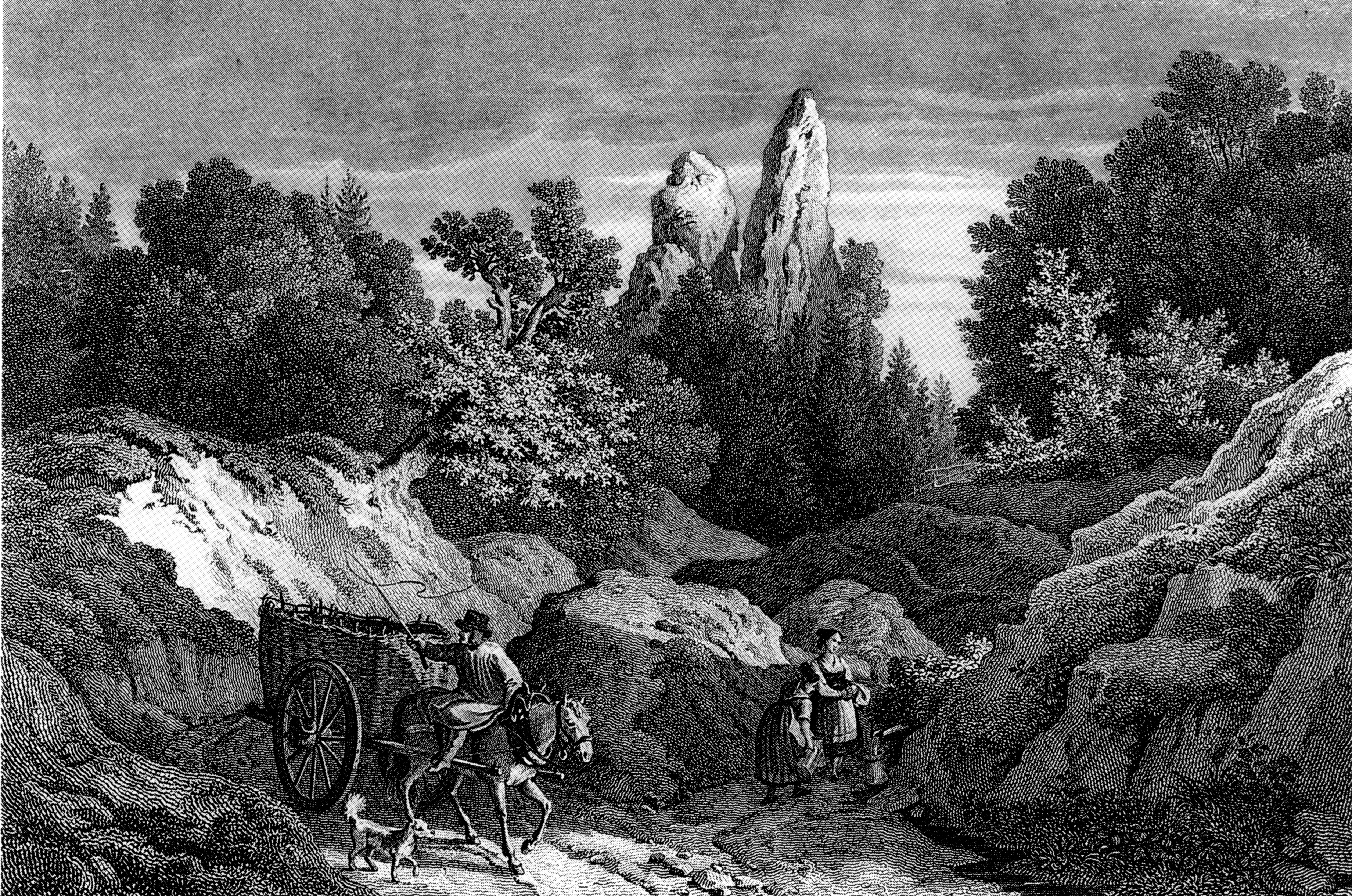
Der Hübichenstein, alter Stich aus dem Bildarchiv Preußischer Kulturbesitz

Eine berühmte Harzer Sage berichtet, dass der Hübichenstein in vergangenen Zeiten das Zuhause von Zwergen, Gnomen und Elfen gewesen sei:
Der Zwergenkönig Hübich sei demnach der Herr über den Kalkfelsen gewesen. Hübich wird als alter Mann von kleiner Statur mit rauem Haar und einem Bart, der bis zum Bauch reichte, beschrieben. Die Sage will wissen, dass in diesem Bart auch die Zauberkraft des Zwerges steckte. Der freundliche und gutherzige Herrscher schenkte den Armen der Region oftmals silberne Tannenzapfen. Es war den Menschen jedoch untersagt, sein Reich zu betreten. Verstöße gegen dieses Verbot soll Hübich hart bestraft und die Sünder etwa festgebannt haben. Im Dreißigjährigen Krieg wurde die Spitze der Kalkfelsen von einigen Soldaten zerschossen. Daraufhin sah man Hübich nie wieder.
Hübich gilt noch heute als inoffizieller Schutzpatron der Stadt Bad Grund.

## Zitate
„Der Hübichenstein, Kalkfelsen am Iberge in der Nähe der Bergstadt Grund, eigentlich ein Korallenfels, an welchem auch die tellurischen Trennungen, obgleich unregelmäßig, zu bemerken sind. [...]“

## Tourismus
Der Hübichenstein mit nahen Parkplätzen an der Harzhochstraße (B 242) ist auf Waldwegen und -pfaden zu erreichen. Auf die kleinere der beiden Felsnadeln führt eine steile Stein- und Felstreppe. Vom Gipfel mit Aussichtsplattform hat man einen weiten Ausblick auf die Umgebung und kann auch die bronzene Adlerfigur von der Rückseite betrachten.
Zudem ist eine kleine Felsenbühne am Fuße des Hübichensteines am 30. April eines jeden Jahres der Schauplatz eines großen Walpurgisnachtfestes, das regelmäßig tausende von Besuchern anzieht.
Westlich des Hübichensteins liegt der WeltWald Harz.